# Boana secedens
Boana secedens é uma espécie de anfíbio da família Hylidae. Endêmica do Brasil, onde pode ser encontrada nos municípios de Duque de Caxias e Cachoeiras de Macacu, no estado do Rio de Janeiro.